# Jakub Konečný (sportovní lezec)
Jakub Konečný (* 1999) je český reprezentant ve sportovním lezení, z horolezeckého oddílu HO SVČ Lipník nad Bečvou. Juniorský vicemistr světa, juniorský mistr Evropy, mistr České republiky a vítěz Českého poháru v lezení na obtížnost. Svými výkony ve skalách i na závodech začal jako mladý talent překvapovat českou lezeckou scénu od roku 2015, v létě 2018 vylezl své čtyři první cesty v obtížnosti 9a.

## Výkony a ocenění
- 2016, 2018: juniorský mistr Evropy
- 2018: přelez čtyř cest obtížnosti 9a
- 2018: finalista mistrovství světa (poprvé byli ve finále dva Češi)

### Sportovní výstupy ve skalách

#### 9a/9a+; 11/11+
- 24.6.2018: Procesor PP, Višňové, Slovensko (10 minut po přelezení cesty Proces)

#### 9a; 11
- 24.6.2018: Proces PP, Višňové, Slovensko
- 23.7.2018: Underground PP, Massone, Arco, Itálie
- 25.7.2018: Under Vibes PP, Massone, Arco, Itálie[3]

#### 8c; 11-
- 17.11.2015: Natural Link PP, Mišja Peč, Slovinsko
- 31.10.2015: Strelovod PP, Mišja Peč, Slovinsko
- 17.11.2015: Corrida PP, Mišja Peč, Slovinsko
- 1.5.2016: Plan B PP, Súľov, Slovensko

#### 8b+/8c; 10+/11-
- 23.4.2016: Brumík PP, Súľov, Slovensko
- 1.5.2016: Hrčko PP, Súľov, Slovensko

#### 8b+; 10+
- 13.8.2015: Glutaman PP, Holštejn, Moravský kras
- 29.8.2015: Pietra Murata PP, Massone, Itálie
- 1.11.2015: Kaj Ti Je Deklica? PP, Mišja Peč, Slovinsko
- 14.11.2015: Missing Drink PP, Mišja Peč, Slovinsko

### Bouldering
- 24.7.2015: Metro 8A, Sněžník, ČR
- 23.7.2015: Ocelový Koloušek 8A, Sněžník, ČR
- 4.10.2015: Hrobař Low 8A, Bystřička, ČR
- 29.12.2015: Kilián 8A, Holštejn, ČR

### Závodní výsledky

#### Mistrovství světa ve sportovním lezení
- 2016 Paříž: obtížnost, 23. místo - semifinále, nejmladší závodník, jeho druhý mezinárodní závod mezi dospělými[4]
- 2018 Innsbruck: 6.-7. místo, finále

#### Světový pohár ve sportovním lezení
- 2016: 41. místo ve 4. kole (Imst), nejlepší umístění z českých závodníků
- 2018: Chamonix 9. místo

#### Mistrovství Evropy ve sportovním lezení
- 2017: Campitello di Fassa (ITA): obtížnost, 47.-50. místo

#### Mistrovství České republiky v soutěžním lezení
- 2016 Slaný: 8. místo v boulderingu
- 2016 Praha: 1. místo v lezení na obtížnost

#### Český pohár v soutěžním lezení
- 2016: celkově 1. místo (.,-,.,.)[5]

#### Mistrovství světa juniorů ve sportovním lezení
- 2015 Arco: bouldering, 50.-54 místo (kat. A)
- 2015 Arco: obtížnost, 9. místo (kat. A)
- 2016 Kanton: obtížnost, 4. místo (kat. A)
- 2016 Kanton: bouldering, 19.-20. místo (kat. A)
- 2017 Innsbruck: obtížnost, 29.-30. místo (junioři)
- 2018 Moskva: obtížnost, . místo (junioři)

#### Mistrovství Evropy juniorů ve sportovním lezení
- 2014 Arco: bouldering, 23. místo (kat. B)
- 2015 Edinburgh: obtížnost, 7. místo (kat. A), finálová osmička
- 2016 Mitterdorf: obtížnost, . místo (kat. A)
- 2017 Imst: obtížnost, . místo (junioři)

#### Evropský pohár juniorů ve sportovním lezení
- 2014 Imst (1. závod): obtížnost, 11. místo v kat. B, za finálovou desítkou, celkově 19.
- 2014: bouldering, celkově 39.-40. místo v kat. B (23.,30.,-)
- 2015: obtížnost, celkově 6. místo v kat. A (.,7.,4.)
- 2015: bouldering, celkově 22.-23. místo v kat. A (-,17.)
- 2017: obtížnost, probíhá

#### Český pohár mládeže v soutěžním lezení
- 2015: obtížnost, . v kat. A (.,.,.,.,.)[6]

#### Moravský pohár mládeže
- 2014: . místo v kat. A[7]